# Weißdorf
Weißdorf er en kommune i Landkreis Hof i den nordøstlige del af den bayerske regierungsbezirk Oberfranken i det sydlige Tyskland. Den er en del af Verwaltungsgemeinschaft Sparneck.

## Geografi
Weißdorf ligger ved den nordlige ende af Naturpark Fichtelgebirge ved floden Saale, ca. tre kilometer øst for byen Münchberg og ca. 18 kilometer syd for byen Hof.

### Landsbyer og bebyggelser
Kommunen Weißdorf består af syv landsbyer og bebyggelser: Albertsreuth, Bärlas, Benk, Bug, Oppenroth, Weißdorf und Wulmersreuth.

## Seværdigheder
- St. Mariakirken fra 1480
- Vandslottet Weißdorf (i privateje)
- Borgruinen Uprode

## Personer fra Weißdorf
- Johann Wolfgang Döbereiner (1780–1849), tysk kemiker, tilbragte sin barndom på et gods ved landsbyen Bug